# 데니스 로
데니스 로 CBE(영어: Denis Law, CBE, 1940년 2월 24일~2025년 1월 17일)는 스코틀랜드의 전 축구 선수로 포지션은 중앙 공격수였다. 별명은 "왕"(영어: the king)과 그의 성인 로(Law)에서 따온 "보안관"(영어: the lawman)이었다.
로는 1956년 허더즈필드 타운 FC에서 경력을 쌓기 시작하였다. 4년 뒤 영국 이적료 신기록으로 맨체스터 시티 FC에 입단, 한 시즌 뒤 영국과 이탈리아 이적료 신기록을 갱신하며 토리노 FC로 옮겼다. 입단 이후 좋은 성적을 보여줬으나, 적응에 실패해 또다시 영국 이적료 신기록을 기록하며 맨체스터 유나이티드 FC에 입단하였다.
그는 발롱도르를 수상한 유일한 스코틀랜드인이다. 1965년과 1967년 클럽의 리그 우승에 일조하였다. 1973년 맨체스터 시티 FC로 돌아갔고, 1974년 FIFA 월드컵에 출전하였다. A매치에서 30골을 넣은 그는 공동으로 스코틀랜드 축구 국가대표팀 최다골 기록을 가지고 있다. 또한 맨체스터 유나이티드 FC 득점 3순위에 올라있으며, 한 시즌에 46골을 넣은 기록을 가지고 있다.

## 어린 시절
데니스 로는 1940년 2월 24일 스코틀랜드 애버딘에서 어부 일을 하는 아버지 조지 로, 그리고 어머니 로비너 로 사이에서 7남매중 막내로 태어났다. 데니스 로의 가족은 가난해서 애버딘의 공영 주택에서 살았고, 그의 첫 번째 축구화는 이웃이 선물해 준 것이었다.
그는 애버딘 FC의 서포터였고, 돈이 있을 때마다 경기를 보러 갔다. 애버딘 중학교에서 럭비를 했고, 포위스 아카데미에서 축구를 했다. 그는 매우 심한 사시였지만, 풀백에서 공격수로 위치를 바꾼 뒤로 상당한 가능성을 보여주었다.

## 구단 경력

### 허더즈필드 타운 FC
1954-55시즌, 허더즈필드 타운 FC의 스카우터 아치 비티가 그를 입단테스트에 초청했다. 그가 도착했을 때, 감독은 그를 보고 연약, 허약하고, 안경을 꼈다고 말하며 좋은 평가를 내리지 않았음에도, 1955년 4월 3일에 정식 계약을 맺었다. 그는 사시 수술을 받았고, 자신감을 얻게 되었다.
허더즈필드의 강등은 경험이 부족한 그가 경기에 출장하는 데 유리한 이점이 되었고, 1956년 2월 24일 16살의 나이로 노츠 카운티 FC전에서 데뷔하였다. 맨체스터 유나이티드 FC의 감독 맷 버즈비가 당시 상당한 금액인 1만 파운드의 이적료를 제안했으나, 허더즈필드 측은 거절하였다. 1957년부터 1959년까지 허더즈필드의 감독이었던 빌 섕클리는 그가 리버풀 FC로 떠날 때 로를 데려가려고 했으나, 당시 리버풀 FC는 그를 데려올 수 없었다.

### 맨체스터 시티 FC
1960년 3월에 5만 5천 파운드의 이적료(한화 약 1억 원)로 맨체스터 시티 FC에 입단했으나, 데니스 로에게 돌아온 몫은 없었다. 맨체스터 시티는 1부 리그 팀이었으나, 강등권에서 간신히 탈출했었고, 그는 허더즈필드 타운이 더 좋은 팀이라고 느꼈다. 3월 19일 4-3으로 진 리즈 유나이티드 AFC전에서 데뷔하였고, 1961년 4월 애스턴 빌라 FC전에서 두골을 넣으며 4-1 승리에 일조, 팀을 강등권에서 구출시켰다.
그는 떠날 생각을 했으나 1961년에 좋은 활약을 보여주었고, 루턴 타운 FC와의 FA컵 경기에서 6골을 넣었다. 하지만 경기는 취소되었고, 설상가상으로 재경기에서 3-1로 져 탈락하였다.
1961년 더 성공적인 구단에서 뛰고 싶어했기 때문에 토리노 FC로 팀을 옮겼다.

### 토리노 FC
로의 이탈리아 생활은 계획대로 되지 않았다. 그가 도착하자마자 또다른 이탈리아 클럽 FC 인테르나치오날레 밀라노는 그가 토리노 FC 선수가 되는 것을 막으려 시도했다. 인테르는 그가 토리노 FC가 사전 계약을 맺었다고 주장했으나, 시즌 시작 전에 사그라들었다.
영국에서 뛰던 선수들은 당시 좋은 대우를 받지 못했고, 이탈리아에서 축구 선수들의 최고주급제가 사라져서, 그는 알프스산맥에 있는 고급 호텔에서의 프리시즌 훈련 때 충격을 받았다. 그러나 토리노 FC는 활동성과에 따라 돈을 지급했는데, 이겼을 때는 많이 줬고 졌을 때는 조금만 주었다. 많은 이탈리아에서 뛰던 영국 선수들이 그러하듯이, 그는 이탈리아의 축구 방식을 좋아하지 않았고 적응에 어려움을 겪었다. 극단적 수비 형태인 카테나치오(catenaccio)가 유행하고 있을 때라, 공격수들은 골을 넣을 기회가 별로 없었다.
1962년 2월 7일, 그는 팀동료 조 베이커와 함께 자동차를 타고 있었는데, 로터리에서 잘못된 길로 들어섰고 자동차를 회전시키려 했을 때 갓돌에 부딪힌 후 뒤집혔다. 베이커는 목숨을 잃을 뻔 했으나, 로는 큰 부상을 입지는 않았다.
같은해 4월에 그는 이적 명단에 올려졌으나 제의를 받지 못했다. 로의 마지막 기회는 그가 SSC 나폴리전에서 퇴장당했을 때 생겼다. 그는 토리노 FC의 코치 베니아미노 산토스(Beniamino Santos)가 주심에게 그를 퇴장시키라고 했다고 말했는데, 산토스가 하지 말라고 시켰던 스로인을 해서 화가 났기 때문이라고 말했다. 그는 자리를 떳고, 맨체스터 유나이티드 FC로 이적할 것이라고 말했다. 하지만 며칠 뒤, 구단은 그를 유벤투스 FC로 팔았고, 갈 것인지 아닌지 결정하라고 그에게 계약서의 작은 쪽지를 맡겼다. 그는 대답으로서 애버딘의 집으로 돌아갔다. 그는 그가 유벤투스 FC 이적을 거부하면 토리노 FC가 어떠한 이적료도 받지 못할 것을 알고 있었다.
결국 그는 1962년 7월 10일, 11만 5천 파운드(한화 약 2억 원)의 영국 이적료 신기록을 세우며 맨체스터 유나이티드 FC로 떠났다.

### 맨체스터 유나이티드 FC

#### 전성기
로는 1962년 8월 18일 웨스트브로미치 앨비언 FC전에서 데뷔전을 치른 동시에 7분 만에 골을 넣었다. 그러나 1958년 뮌헨 비행기 참사의 영향과 선수들의 부조화 때문에 맨체스터 유나이티드 FC는 강등권에서 허덕였다. 레스터 시티 FC와의 리그 경기에서 해트트릭을 기록했으나, 팀은 또 졌다. FA컵에서 전열을 정비한 맨체스터 유나이티드는 허더즈필드를 만났고, 로는 친정팀을 상대로 해트트릭을 달성해 5-0 대승을 견인했다. 결승전에서 레스터 시티 FC와 재회한 맨체스터 유나이티드는 로의 선제골에 힘입어 3-1로 이겼다. 그는 또한 그 해 12월 11일 다이애나와 결혼했다.
불행하게도 그 해에 파문을 불러일으킨 사건이 일어났다. 1962년 12월 15일 웨스트브로미치전에서 주심 길버트 풀린(Gilbert Pullin)이 계속 로에게 조롱을 하며 괴롭혔다. 경기 후 로와 감독 맷 버즈비가 축구 협회에 문제를 보고했다. 징벌위원회는 풀린이 엄한 징계를 받아야 한다고 했으나 그는 평결을 수용하지 않았고, 축구계를 떠났다.
1963-64 시즌 로는 46골을 기록하였고, 웸블리 스타디움에서 열린 잉글랜드 대 세계 올스타팀 경기에 뽑혀 한 골을 넣었다.(2-1 패) 유별나게 추웠던 겨울 때문에, 적은 시간 내에 경기를 치러야 했고, 결과는 좋지 않았다. 로는 이때 리그 우승을 하지 못한 점을 비난했다.
1964-65 시즌 로는 발롱도르를 수상하였고, 팀은 리그 우승을 달성하였다. 로도 28골을 넣어 리그 득점왕을 차지하였다.
다음 시즌에, 로는 1965년 10월 21일 폴란드와의 A매치 경기에서 오른쪽 무릎에 부상을 입었다. 그는 전에 허더즈필드에서 같은 수술을 받았었고, 부상이 그의 남은 선수 경력에 차질을 줄 것 같았다.
1966년 로는 감독 맷 버즈비에게 다음 재계약 협상 때 봉급 인상을 요구하였고, 그러하지 않을 경우 팀을 떠나겠다고 위협하였다. 버즈비는 이에 즉각 그를 이적명단에 올렸다. 로가 버즈비를 찾아갔을 때, 버즈비는 서명할 자필 사과문을 꺼냈고, 그것을 언론에 공개했다. 로는 후에 버즈비가 그 사건을 다른 선수들에게 같은 행동을 하지 말라고 경고할 때 썼으나, 그는 비밀리에 봉급을 인상해주었다고 말했다.
1968년 맨체스터 유나이티드는 처음으로 유러피언컵에서 우승했으나, 로는 부상이 심각해서 준결승전부터 뛰지 못했다. 그는 코르티손 주사를 맞으면서 뛰었으나 부상은 장기화했다. 1968년 1월 그가 찾아간 전문의는 맨체스터 유나이티드에게 그의 무릎 연골 제거 수술이 실패했으며, 두 번째 수술을 권한다고 알렸으나, 로는 그러하지 않았고 전체 훈련 일정을 소화해야 했다.
1968-69 시즌 맨체스터 유나이티드는 유러피언컵 준결승에 진출해 AC 밀란과 만났다. 맨체스터 유나이티드는 1차전 원정 경기에서 2-0으로 졌고, 2차전 홈 경기에서 보비 찰턴의 골로 앞서나갔으나 패했다. 버즈비는 시즌이 끝난 후 사임하였고, 맨체스터 유나이티드는 몰락하기 시작하였다.

#### 내리막
윌프 맥기니스가 1969-70시즌의 감독을 맡았다. 맨체스터 유나이티드는 시즌을 8위로 마쳤고, 로는 부상때문에 대부분의 경기를 놓쳤고 1970년 4월에는 6만 파운드의 이적료로 이적 명단에 올려졌다. 어느 팀도 제의를 하지 않아서 그는 계속 맨체스터 유나이티드에 남았다.
1970-71 시즌에 부진한 후, 프랭크 오패럴이 감독직을 맡았다. 1971-72 시즌 좋은 출발을 했고, 로도 12골을 넣었다. 그러나 결과는 악화되었고, 시즌 8위를 기록하였다. 로의 무릎 부상이 재발해 경기에 출장할 수 없었다. 결과가 안좋아 오패럴도 해임되었다.
로는 오패럴의 빈자리에 전 스코틀랜드 축구 국가대표팀 동료 토미 도처티를 추천하였다. 맨체스터 유나이티드는 그의 추천을 따랐고, 팀을 중위권으로 안착시켰다.

### 맨체스터 시티로 귀환
토미 도처티는 1973년 여름 로를 이적명단에 올렸고, 로는 11년 만에 맨체스터 유나이티드를 떠나 그의 예전 팀 맨체스터 시티 FC로 돌아갔다. 1973-74시즌의 마지막 경기인 맨체스터 유나이티드전에서 그는 발뒤꿈치로 공을 밀어넣어 1-0 승리를 거두었으나, 그의 골로 맨체스터 유나이티드는 강등당했다.(사실 비겼어도 맨체스터 유나이티드는 강등이었다. 그러나 그때 당시는 알지 못했다.) 그는 곧 교체되었고 고개를 푹 숙였다. 1974년 FIFA 월드컵에 출전한 후 어린 선수들을 기용하던 클럽의 후보가 되기를 원치 않아 은퇴하였다.

## 국가대표팀 경력
로는 1958년 10월 18일 웨일스전에서 데뷔하였다. 1961년 4월 15일 잉글랜드전에 출장했으나, 득점을 올리지 못했다. 스코틀랜드는 9-3 대패했고, 로는 이 날을 암흑의 날이라고 표현하였다.
로는 스코틀랜드가 두 번째로 출전한 월드컵인 1974년 FIFA 월드컵에 출전하였다. 자이르와의 첫경기에 출전했으나 로는 골을 넣지 못했고, 다음 경기인 브라질전에 나오지 못했다. 로는 계속 경기에 나오지 못했고, 스코틀랜드도 조별 예선에서 탈락하였다.

## 개인사
로는 가끔 라디오와 텔레비전에 출연하였다.
사망할 때까지 부인 다이애나와 같이 살고 있으며 5명의 아이들을 낳았다. 역시 부인의 이름을 이어받은 딸 다이애나는 맨체스터 유나이티드의 홍보 부서 책임자로 일하고 있다.
로는 2002년 잉글랜드 축구 명예의 전당에 초대 입성자로 헌액되었다.
2002년 2월 23일, 맨체스터 유나이티드의 경기장 올드 트래퍼드에 로의 동상이 세워졌다. 2003년 11월 전립선암 수술에 성공했고, 2005년 애버딘 대학교에서 명예 박사학위를 받았다.
1960년대 당시 로의 팬이었던 한 네덜란드인이 아들 이름을 데니스(Denis)로 지었으나, 네덜란드 당국이 여자 이름인 데니서(Denise)와 비슷하다고 해 n을 두 번 쓸 것을 권고했다. 나중에 이 사람이 데니스 베르흐캄프가 되었다는 일화가 1990년대에 밝혀졌다.
2010년 2월, 사망한 보비 롭슨의 뒤를 이어 자선 단체 Football Aid의 후원자가 되었으며 2021년 치매 판정을 받은 후 여생을 보내다가 2025년 1월 17일 84세의 나이로 사망했다.

## 수상

#### 맨체스터 유나이티드
- 퍼스트 디비전 : 1964–65, 1966–67
- FA컵 : 1962–63
- 채리티 쉴드 : 1965, 1967
- 유로피언컵 : 1967-68

#### 스코틀랜드
- 브리티시 홈 챔피언십 : 1959–60, 1961–62, 1962–63, 1963–64, 1966–67, 1971–72

### 개인
- 발롱도르 : 1964
- 유로피언컵 득점왕 : 1968-69
- PFA 공로상 : 1975
- FWA 공로상 : 1994
- 스코틀랜드 협회 명예상 : 1988
- 대영제국 훈장 3등급 (CBE) : 2016[1]
- 에버딘 자유 훈장 : 2017

#### 선정
- UEFA 주빌리 어워드[4] : 2003
- 잉글랜드 축구 명예의 전당 : 2002
- 스코틀랜드 축구 명예의 전당 : 2004
- PFA 세기의 팀 : 2007
- 풋볼리그 레전드 100인

#### 발롱도르
- 1961 - 23
- 1962 - 11
- 1963 - 4
- 1964 -1
- 1965 - 11
- 1966 - 18

## 참고 문헌

### 웹사이트
- (영어) Photos & stats at sporting-heroes.net
- (영어) Short biography on the official Manchester United website
- (영어) Comprehensive listing of books about Denis Law
- (영어) Short biography on Manchester Online
- (영어) English Football Hall of Fame Profile
- (영어) UEFA.com – Scotland's Golden Player
- (영어) BBC Archive Collections:Football Legends - Denis Law